# Anchiornis
Anchiornis huxleyi
Genre
Espèce
Anchiornis est un genre éteint de petits dinosaures à plumes, des paraviens du clade des Avialae, donc, comme son nom l’indique, un « presque oiseau ». Le genre est rattaché à la famille des anchiornithidés créée en 2017 par Christian Foth et Oliver Rauhut.
Il a vécu en Chine où il a été découvert dans la formation géologique de Tiaojishan dans la province du Liaoning. Cette formation est datée du Jurassique supérieur, de l'Oxfordien, et une datation radiométrique par l'uranium-plomb en 2016 lui a assigné un âge de 160 Ma (millions d'années).
Une seule espèce est rapporté au genre : Anchiornis huxleyi, décrite par Xu et ses collègues en 2009.

## Découvertes
Le spécimen type (IVPP V14378, conservé dans la collection de l'Institut de paléontologie des vertébrés et de paléoanthropologie) a été décrit par le paléontologue Xu Xing et ses collègues dans un article publié dans le Chinese Science Bulletin en 2009. Ce spécimen se compose d'un squelette articulé auquel il manque le crâne, une partie de la queue, et le membre antérieur droit. Il a été découvert à Yaolugou, dans le xian de Jianchang, situé dans l'ouest de la province chinoise du Liaoning.
Un deuxième spécimen a été rapporté le 24 septembre 2009, dans la revue Nature. Il est catalogué sous le numéro LPM-B00 169 au musée paléontologique du Liaoning. Il est plus grand que le premier et beaucoup plus complet, et préserve en outre de longues plumes sur les mains, les bras, les jambes et les pieds. Il possède également une crête de plumes sur la tête. Ce spécimen a été mis au jour dans la même région que le premier, dans la localité de Daxishan. Les dépôts dans lequel il a été recueilli sont des sédiments lacustres, dont l'âge estimé par des mesures radiologiques est situé entre 161 et 151 millions années, correspondant au Jurassique supérieur.
Un troisième spécimen, un squelette presque complet auquel il manque la queue et ayant un crâne partiel, possédant également de larges empreintes du plumage, a été signalé en 2010. Il est conservé au Musée d'Histoire Naturelle de Pékin sous le numéro BMNHC PH828. Les plumes fossilisées ont révélé en microscopie électronique des traces de mélanosomes, qui ont permis de reconstituer scientifiquement la couleur du plumage.

## Description

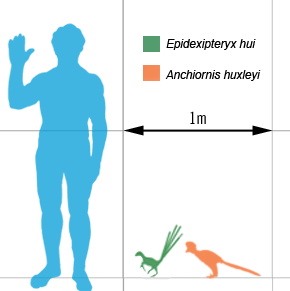
Tailles comparées d'Anchiornis huxleyi (en orange) et d'Epidexipteryx hui (en vert) et d'un humain.

### Taille
Bien que ses dimensions aient originellement été estimées à 34 centimètres de long pour une masse d'environ 110 grammes, des spécimens découverts plus tard lui donnent une taille d'environ 40 centimètres pour 250 grammes, avec une envergure atteignant les 50 centimètres. Malgré cela, il reste l'un des plus petits dinosaures non-aviens connus, bien que le scansorioptérygidé du Jurassique Epidexipteryx hui mesurant 25 centimètres sans ses grandes plumes de la queue pour un poids de 164 grammes soit quelque peu plus petit.

### Corps
Anchiornis huxleyi possède un crâne triangulaire portant plusieurs caractéristiques communes avec les dromaeosauridés et les troodontidés. Anchiornis avait des jambes très longues, ce qui est habituellement une indication qu'ils étaient des animaux coureurs. Cependant, les plumes importantes sur les jambes indiquent que cela peut être une caractéristique résiduelle, les animaux coureurs ayant tendance à avoir un plumage ou une pilosité réduits sur leurs jambes. Les pattes avant d'Anchiornis étaient également très longues, semblables à celles des archaeoptérygidés,.

### Plumes

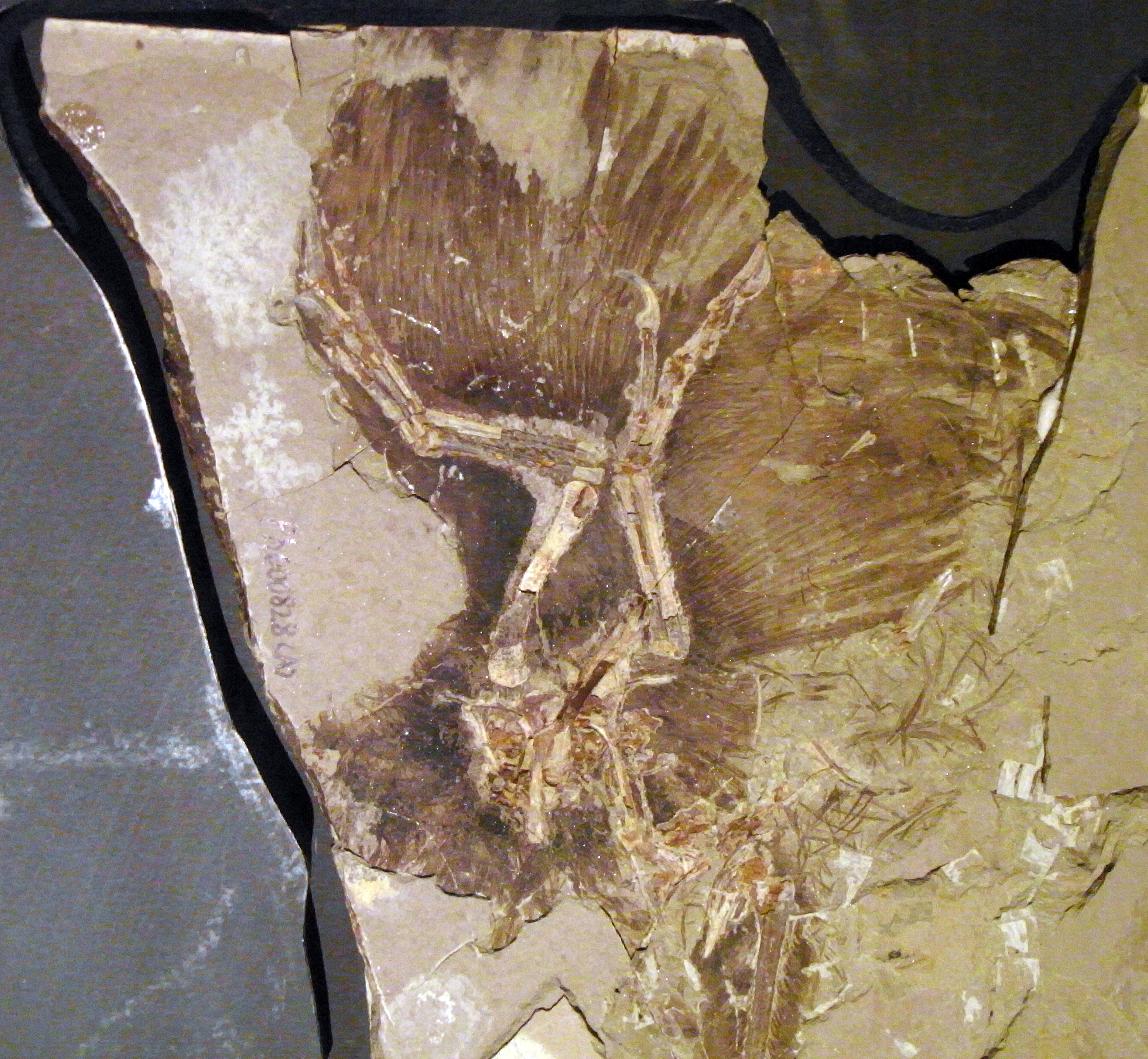
Spécimen d'Anchiornis huxleyi (BMNHC PH828) présentant des empreintes de plumes.

Alors que le premier spécimen d'Anchiornis ne conserve que de faibles traces de plumes autour de la partie préservée de l'organisme, le deuxième spécimen, bien conservé, montre une quasi-conservation du plumage, permettant d'identifier la structure des plumes et leur distribution sur le corps,. Le troisième spécimen décrit, BMNHC PH828, présente également des empreintes de plumes bien préservées.
Comme chez les premiers paraviens tels que Microraptor, Anchiornis avait de grandes ailes, constituées de plumes semblables aux pennes, plumes permettant le vol, attachées aux bras et aux mains (comme chez les oiseaux modernes) ainsi que des pennes sur les pattes arrière, formant un agencement d'ailes antérieures et postérieures.

### Couleur du plumage

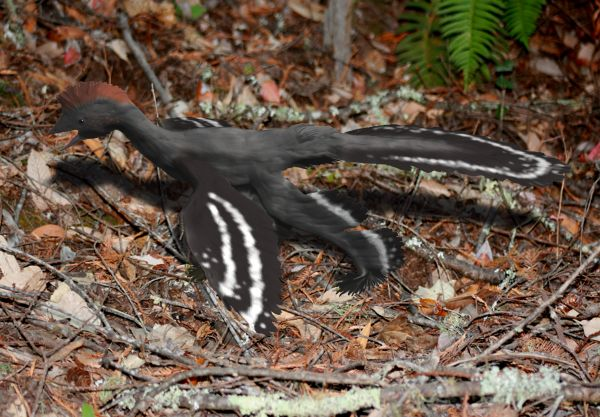
Illustration d'artiste montrant la coloration du plumage d'Anchiornis.

En 2010, une équipe de scientifiques a examiné un spécimen d'Anchiornis extrêmement bien conservé pour étudier la distribution des mélanosomes, les cellules pigmentaires qui donnent leur couleur aux plumes. En étudiant les types de mélanosomes et en les comparant avec ceux des oiseaux modernes, les scientifiques ont pu reconstituer la distribution des couleurs spécifiques les plumes et les motifs présents sur Anchiornis quand il était vivant. Bien que cette technique ait déjà été utilisée pour des plumes isolées et des portions réduites d'autres dinosaures (telle que la queue de Sinosauropteryx), Anchiornis est devenu le premier dinosaure du Mésozoïque pour lequel la quasi-totalité de la coloration durant le vivant est connue (à noter que la queue de ce spécimen n’était pas conservée).

## Classification
La position phylogénétique d'Anchiornis est fortement débattue et non stabilisée.
En 2009, Anchiornis huxleyi a été considéré comme un Avialae primitif proche du genre Archaeopteryx, sans plus de précision, lors de sa description originale par Xu Xing et ses collègues. 
En 2009 également, la découverte du second spécimen mieux conservé, a conduit Dongyu Hu et ses collègues à le rattacher à la famille des troodontidés.
En 2015, il est sorti des Avialae pour être placé par Sankar Chatterjee dans un groupe de paraviens à « quatre ailes », les Tetrapterygidae en compagnie de Microraptor.
Cependant, la découverte de nouvelles espèces de paraviens et les études phylogénétiques réalisées à la suite de ces découvertes conduisent les paléontologues à maintenir Anchiornis parmi les Avialae. C'est le cas pour Pascal Godefroit et ses collègues dès 2013.
En 2017, Ulysse Lefèvre et ses collègues le positionnent en groupe frère des Eumaniraptora au sein des paraviens.
En 2017 également, le paléontologue Shen Cai-Zhi et ses collègues lors de la description du spécimen très bien conservé d'un nouveau genre, Liaoningvenator, font une tout autre proposition et placent Anchiornis parmi les troodontidés en groupe frère avec le genre Xiaotingia. 
Toujours en  2017, Christian Foth et Oliver Rauhut érigent la famille des Anchiornithidae. Cette famille  est intégrée la même année dans le cladogramme ci-dessous, établi par Andrea Cau et ses collègues, qui montre la position phylogénétique des anchiornithidés (et donc du genre Anchiornis) comme un taxon basal des Avialae :
|  | † Yixianosaurus longimanus |
|  |                            |
|  | † Xiaotingia zhengi        |
|  |                            |

|  | † Eosinopteryx brevipenna                                              |
|  |                                                                        |
|  | \| \| † Aurornis xui \| \| \| \| \| \| † Serikornis sungei \| \| \| \| |
|  |                                                                        |
|  | † Aurornis xui                                                         |
|  |                                                                        |
|  | † Serikornis sungei                                                    |
|  |                                                                        |

|  | † Aurornis xui      |
|  |                     |
|  | † Serikornis sungei |
|  |                     |

|  | † Eosinopteryx brevipenna                                              |
|  |                                                                        |
|  | \| \| † Aurornis xui \| \| \| \| \| \| † Serikornis sungei \| \| \| \| |
|  |                                                                        |
|  | † Aurornis xui                                                         |
|  |                                                                        |
|  | † Serikornis sungei                                                    |
|  |                                                                        |

|  | † Aurornis xui      |
|  |                     |
|  | † Serikornis sungei |
|  |                     |

|  | † Yixianosaurus longimanus |
|  |                            |
|  | † Xiaotingia zhengi        |
|  |                            |

|  | † Eosinopteryx brevipenna                                              |
|  |                                                                        |
|  | \| \| † Aurornis xui \| \| \| \| \| \| † Serikornis sungei \| \| \| \| |
|  |                                                                        |
|  | † Aurornis xui                                                         |
|  |                                                                        |
|  | † Serikornis sungei                                                    |
|  |                                                                        |

|  | † Aurornis xui      |
|  |                     |
|  | † Serikornis sungei |
|  |                     |

|  | † Eosinopteryx brevipenna                                              |
|  |                                                                        |
|  | \| \| † Aurornis xui \| \| \| \| \| \| † Serikornis sungei \| \| \| \| |
|  |                                                                        |
|  | † Aurornis xui                                                         |
|  |                                                                        |
|  | † Serikornis sungei                                                    |
|  |                                                                        |

|  | † Aurornis xui      |
|  |                     |
|  | † Serikornis sungei |
|  |                     |

|  | † Balaur bondoc                                                              |
|  |                                                                              |
|  | \| \| † Jeholornithidae \| \| \| \| \| \| Pygostylia (→ Oiseaux) \| \| \| \| |
|  |                                                                              |
|  | † Jeholornithidae                                                            |
|  |                                                                              |
|  | Pygostylia (→ Oiseaux)                                                       |
|  |                                                                              |

|  | † Jeholornithidae      |
|  |                        |
|  | Pygostylia (→ Oiseaux) |
|  |                        |

|  | † Balaur bondoc                                                              |
|  |                                                                              |
|  | \| \| † Jeholornithidae \| \| \| \| \| \| Pygostylia (→ Oiseaux) \| \| \| \| |
|  |                                                                              |
|  | † Jeholornithidae                                                            |
|  |                                                                              |
|  | Pygostylia (→ Oiseaux)                                                       |
|  |                                                                              |

|  | † Jeholornithidae      |
|  |                        |
|  | Pygostylia (→ Oiseaux) |
|  |                        |

|  | † Balaur bondoc                                                              |
|  |                                                                              |
|  | \| \| † Jeholornithidae \| \| \| \| \| \| Pygostylia (→ Oiseaux) \| \| \| \| |
|  |                                                                              |
|  | † Jeholornithidae                                                            |
|  |                                                                              |
|  | Pygostylia (→ Oiseaux)                                                       |
|  |                                                                              |

|  | † Jeholornithidae      |
|  |                        |
|  | Pygostylia (→ Oiseaux) |
|  |                        |

|  | † Balaur bondoc                                                              |
|  |                                                                              |
|  | \| \| † Jeholornithidae \| \| \| \| \| \| Pygostylia (→ Oiseaux) \| \| \| \| |
|  |                                                                              |
|  | † Jeholornithidae                                                            |
|  |                                                                              |
|  | Pygostylia (→ Oiseaux)                                                       |
|  |                                                                              |

|  | † Jeholornithidae      |
|  |                        |
|  | Pygostylia (→ Oiseaux) |
|  |                        |

|  | † Balaur bondoc                                                              |
|  |                                                                              |
|  | \| \| † Jeholornithidae \| \| \| \| \| \| Pygostylia (→ Oiseaux) \| \| \| \| |
|  |                                                                              |
|  | † Jeholornithidae                                                            |
|  |                                                                              |
|  | Pygostylia (→ Oiseaux)                                                       |
|  |                                                                              |

|  | † Jeholornithidae      |
|  |                        |
|  | Pygostylia (→ Oiseaux) |
|  |                        |

|  | † Balaur bondoc                                                              |
|  |                                                                              |
|  | \| \| † Jeholornithidae \| \| \| \| \| \| Pygostylia (→ Oiseaux) \| \| \| \| |
|  |                                                                              |
|  | † Jeholornithidae                                                            |
|  |                                                                              |
|  | Pygostylia (→ Oiseaux)                                                       |
|  |                                                                              |

|  | † Jeholornithidae      |
|  |                        |
|  | Pygostylia (→ Oiseaux) |
|  |                        |

|  | † Balaur bondoc                                                              |
|  |                                                                              |
|  | \| \| † Jeholornithidae \| \| \| \| \| \| Pygostylia (→ Oiseaux) \| \| \| \| |
|  |                                                                              |
|  | † Jeholornithidae                                                            |
|  |                                                                              |
|  | Pygostylia (→ Oiseaux)                                                       |
|  |                                                                              |

|  | † Jeholornithidae      |
|  |                        |
|  | Pygostylia (→ Oiseaux) |
|  |                        |

|  | † Balaur bondoc                                                              |
|  |                                                                              |
|  | \| \| † Jeholornithidae \| \| \| \| \| \| Pygostylia (→ Oiseaux) \| \| \| \| |
|  |                                                                              |
|  | † Jeholornithidae                                                            |
|  |                                                                              |
|  | Pygostylia (→ Oiseaux)                                                       |
|  |                                                                              |

|  | † Jeholornithidae      |
|  |                        |
|  | Pygostylia (→ Oiseaux) |
|  |                        |

|  | † Yixianosaurus longimanus |
|  |                            |
|  | † Xiaotingia zhengi        |
|  |                            |

|  | † Eosinopteryx brevipenna                                              |
|  |                                                                        |
|  | \| \| † Aurornis xui \| \| \| \| \| \| † Serikornis sungei \| \| \| \| |
|  |                                                                        |
|  | † Aurornis xui                                                         |
|  |                                                                        |
|  | † Serikornis sungei                                                    |
|  |                                                                        |

|  | † Aurornis xui      |
|  |                     |
|  | † Serikornis sungei |
|  |                     |

|  | † Eosinopteryx brevipenna                                              |
|  |                                                                        |
|  | \| \| † Aurornis xui \| \| \| \| \| \| † Serikornis sungei \| \| \| \| |
|  |                                                                        |
|  | † Aurornis xui                                                         |
|  |                                                                        |
|  | † Serikornis sungei                                                    |
|  |                                                                        |

|  | † Aurornis xui      |
|  |                     |
|  | † Serikornis sungei |
|  |                     |

|  | † Yixianosaurus longimanus |
|  |                            |
|  | † Xiaotingia zhengi        |
|  |                            |

|  | † Eosinopteryx brevipenna                                              |
|  |                                                                        |
|  | \| \| † Aurornis xui \| \| \| \| \| \| † Serikornis sungei \| \| \| \| |
|  |                                                                        |
|  | † Aurornis xui                                                         |
|  |                                                                        |
|  | † Serikornis sungei                                                    |
|  |                                                                        |

|  | † Aurornis xui      |
|  |                     |
|  | † Serikornis sungei |
|  |                     |

|  | † Eosinopteryx brevipenna                                              |
|  |                                                                        |
|  | \| \| † Aurornis xui \| \| \| \| \| \| † Serikornis sungei \| \| \| \| |
|  |                                                                        |
|  | † Aurornis xui                                                         |
|  |                                                                        |
|  | † Serikornis sungei                                                    |
|  |                                                                        |

|  | † Aurornis xui      |
|  |                     |
|  | † Serikornis sungei |
|  |                     |

|  | † Balaur bondoc                                                              |
|  |                                                                              |
|  | \| \| † Jeholornithidae \| \| \| \| \| \| Pygostylia (→ Oiseaux) \| \| \| \| |
|  |                                                                              |
|  | † Jeholornithidae                                                            |
|  |                                                                              |
|  | Pygostylia (→ Oiseaux)                                                       |
|  |                                                                              |

|  | † Jeholornithidae      |
|  |                        |
|  | Pygostylia (→ Oiseaux) |
|  |                        |

|  | † Balaur bondoc                                                              |
|  |                                                                              |
|  | \| \| † Jeholornithidae \| \| \| \| \| \| Pygostylia (→ Oiseaux) \| \| \| \| |
|  |                                                                              |
|  | † Jeholornithidae                                                            |
|  |                                                                              |
|  | Pygostylia (→ Oiseaux)                                                       |
|  |                                                                              |

|  | † Jeholornithidae      |
|  |                        |
|  | Pygostylia (→ Oiseaux) |
|  |                        |

|  | † Balaur bondoc                                                              |
|  |                                                                              |
|  | \| \| † Jeholornithidae \| \| \| \| \| \| Pygostylia (→ Oiseaux) \| \| \| \| |
|  |                                                                              |
|  | † Jeholornithidae                                                            |
|  |                                                                              |
|  | Pygostylia (→ Oiseaux)                                                       |
|  |                                                                              |

|  | † Jeholornithidae      |
|  |                        |
|  | Pygostylia (→ Oiseaux) |
|  |                        |

|  | † Balaur bondoc                                                              |
|  |                                                                              |
|  | \| \| † Jeholornithidae \| \| \| \| \| \| Pygostylia (→ Oiseaux) \| \| \| \| |
|  |                                                                              |
|  | † Jeholornithidae                                                            |
|  |                                                                              |
|  | Pygostylia (→ Oiseaux)                                                       |
|  |                                                                              |

|  | † Jeholornithidae      |
|  |                        |
|  | Pygostylia (→ Oiseaux) |
|  |                        |

|  | † Balaur bondoc                                                              |
|  |                                                                              |
|  | \| \| † Jeholornithidae \| \| \| \| \| \| Pygostylia (→ Oiseaux) \| \| \| \| |
|  |                                                                              |
|  | † Jeholornithidae                                                            |
|  |                                                                              |
|  | Pygostylia (→ Oiseaux)                                                       |
|  |                                                                              |

|  | † Jeholornithidae      |
|  |                        |
|  | Pygostylia (→ Oiseaux) |
|  |                        |

|  | † Balaur bondoc                                                              |
|  |                                                                              |
|  | \| \| † Jeholornithidae \| \| \| \| \| \| Pygostylia (→ Oiseaux) \| \| \| \| |
|  |                                                                              |
|  | † Jeholornithidae                                                            |
|  |                                                                              |
|  | Pygostylia (→ Oiseaux)                                                       |
|  |                                                                              |

|  | † Jeholornithidae      |
|  |                        |
|  | Pygostylia (→ Oiseaux) |
|  |                        |

|  | † Balaur bondoc                                                              |
|  |                                                                              |
|  | \| \| † Jeholornithidae \| \| \| \| \| \| Pygostylia (→ Oiseaux) \| \| \| \| |
|  |                                                                              |
|  | † Jeholornithidae                                                            |
|  |                                                                              |
|  | Pygostylia (→ Oiseaux)                                                       |
|  |                                                                              |

|  | † Jeholornithidae      |
|  |                        |
|  | Pygostylia (→ Oiseaux) |
|  |                        |

|  | † Balaur bondoc                                                              |
|  |                                                                              |
|  | \| \| † Jeholornithidae \| \| \| \| \| \| Pygostylia (→ Oiseaux) \| \| \| \| |
|  |                                                                              |
|  | † Jeholornithidae                                                            |
|  |                                                                              |
|  | Pygostylia (→ Oiseaux)                                                       |
|  |                                                                              |

|  | † Jeholornithidae      |
|  |                        |
|  | Pygostylia (→ Oiseaux) |
|  |                        |